# 韓重
韓重（1442年—1510年），字淳夫，號拙齋，山西平陽府絳州城內人，民籍，明朝政治人物。成化戊戌進士，正德間累官南京工部尚書。

## 生平
韓重自幼勤學，出身國子生，进山西鄉試第六名。成化十四年（1478年）中式戊戌科進士。官礼科给事中。成化二十年（1484年）清储两广。
弘治三年（1490年）出爲陕西布政使司参政，督理粮饷。弘治九年（1496年）升布政使。弘治十一年（1498年）遷應天府府尹。弘治十四年（1501年）調順天府尹。不久，升都察院左副都御史，巡撫湖廣。
弘治十八年（1506年），武宗即位，韓重升任南京兵部侍郎。正德改元，改北兵部左侍郎，不久升南京工部尚书。與劉瑾不合，被罚穀千石。正德五年（1510年）行至扬州，背疽大作，七月初九日卒于官舍。终年六十九。

## 家族
曾祖父韓思立。祖父韓延齡。父亲韓英，曾任州同知。母文氏。慈侍下。兄威、巖。弟厚。